# Oden från Lejre

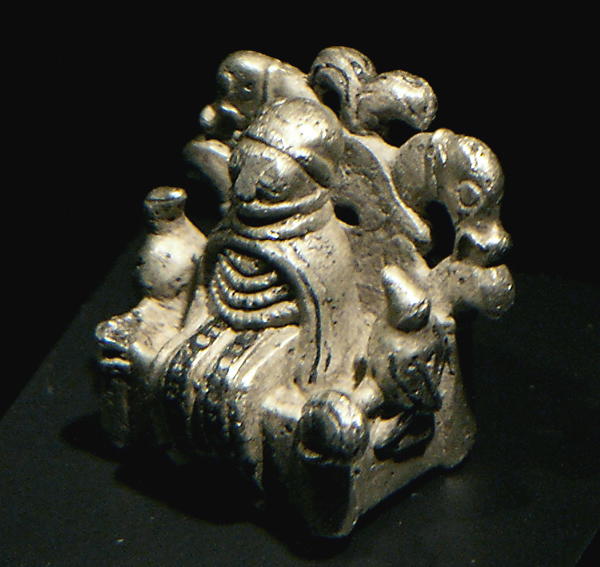
Figurin från Lejre (ca 900 e.Kr.) funnen i september 2009

Oden från Lejre är en liten gjuten figurin från omkring år 900. Den är endast 18 millimeter hög, 20 millimeter bred, 13 millimeter djup och väger 9 gram, gjuten i silver med inläggningar av niello (en svartfärgad legering) och förgyllning. Den hittades av amatörarkeologen Tommy Olesen 2 september 2009 under en utgrävning som Roskilde museum bedrev vid Gammel Lejre i Lejre kommun strax sydväst om Roskilde. Fyndet premiärvisades på Roskilde museum 13 november 2009 och är nu del av deras fasta utställning. 
Figurinen föreställer en person som sitter på en utsirad tron med två snidade djurhuvuden upptill. På tronens armstöd sitter två fåglar med spetsiga näbbar. Personen är iförd fotsid klänning, förkläde, fyra pärlshalsband, en halsring, en kåpa över axlarna och en mössa. Vem det föreställer är omdiskuterat.
Enligt ledaren för utgrävningarna i Lejre är det Oden, huvudguden i nordisk mytologi och Asgårds härskare, sittande på sin tron Hlidskjalf. Fåglarna är hans korpar Hugin och Munin. Djurhuvudena på tronen kan föreställa Odens vargar Gere och Freke.
Andra danska och svenska arkeologer med inriktning på genusstudier har dock ifrågasatt om det verkligen är Oden, då figuren är klädd i kvinnokläder och saknar alla manliga attribut som skägg eller vapen. De menar att det snarare borde röra sig om Frigg eller Freja, eventuellt sittande i Odens högsäte. I detta sammanhang är det värt att notera att Oden vid ett tillfälle ska ha klätt ut sig till kvinna för att lära sig sejd.